# ۱۰۰۲ (قمری)
۱۰۰۲ (قمری)، هزار و دومین سال در گاهشماری هجری قمری است. اول محرم این سال برابر با بیست و هفتم سپتامبر سال ۱۵۹۳ میلادی است.